# Savannah (serial telewizyjny)
Savannah – amerykańska 34-odcinkowa opera mydlana nadawana od marca 1996 do lutego 1997 na antenie telewizji The WB.

## Opis fabuły
Akcja tego serialu rozgrywa się w Savannah w USA. Głównymi bohaterkami są trzy bliskie przyjaciółki: Reese, Peyton i Lane. Lane McKenzie opuściła Savannah po maturze – wyjechała do Nowego Jorku i została dziennikarką. Wraca po latach na ślub koleżanki, Reese Burton z Travisem Petersonem. Na miejscu dowiaduje się, że jej mieszkanie w Nowym Jorku zostało okradzione, a jej spadek stał się łupem Travisa. Peyton, córka pokojówki Burtonów, ma romans z Travisem. Reese dowiaduje się o tym fakcie i jest załamana. Travis ginie w tajemniczych okolicznościach, a trójka kobiet pozostaje koleżankami.
Początkowo serial ten miał dobrą oglądalność, z czasem jednak zaczęła ona gwałtownie spadać i produkcja została przerwana po dwóch sezonach.

## Obsada

### W rolach głównych (w kolejności napisów początkowych)
- Robyn Lively (Lane McKenzie)
- Jamie Luner (Peyton Richards)
- Shannon Sturges (Reese Burton)
- Alexia Robinson (Cassie Wheeler) (sezon 2)
- David Gail (Dean Collins)
- Paul Satterfield (Tom Massick)
- Beth Toussaint Coleman (Veronica Koslowski)
- George Eads (Travis Peterson, Nick Corelli) (sezon 2)
- Ray Wise (Edward Burton)

### W pozostałych rolach
- Mimi Kennedy (Eleanor Alexander Burton)
- Rachel Klein (Madeline)
- Ron Clinton Smith (Dave)

## Odcinki
| Numer odcinka | Oryginalna data emisji | Tytuł odcinka                                             |
| 1x01          | 21 stycznia 1996       | Wedding Belle Blues (1)                                   |
| ------------- | ---------------------- | --------------------------------------------------------- |
| -             |                        |                                                           |
| 1x02          | 21 stycznia 1996       | Wedding Belle Blues (2)                                   |
| -             |                        |                                                           |
| 1x03          | 4 lutego 1996          | Sex, Pies and Videotape                                   |
| -             |                        |                                                           |
| 1x04          | 11 lutego 1996         | Who Killed Travis? (a.k.a. The Importance of Being Bunny) |
| -             |                        |                                                           |
| 1x05          | 18 lutego 1996         | The Purloined Letter                                      |
| -             |                        |                                                           |
| 1x06          | 25 lutego 1996         | Where There's Smoke, There's Fire                         |
| -             |                        |                                                           |
| 1x07          | 3 marca 1996           | Information Please                                        |
| -             |                        |                                                           |
| 1x08          | 10 marca 1996          | Playing with the Enemy                                    |
| -             |                        |                                                           |
| 1x09          | 17 marca 1996          | Prince of Lies                                            |
| -             |                        |                                                           |
| 1x10          | 24 marca 1996          | From Here to Paternity                                    |
| -             |                        |                                                           |
| 1x11          | 31 marca 1996          | Creep Throat                                              |
| -             |                        |                                                           |
| 1x12          | 7 kwietnia 1996        | The Truth, the Whole Truth and Nothing But the Truth      |
| -             |                        |                                                           |
| 2x01          | 26 sierpnia 1996       | Dead Man Talking                                          |
| -             |                        |                                                           |
| 2x02          | 23 września 1996       | Pearls Before the Swine                                   |
| -             |                        |                                                           |
| 2x03          | 30 września 1996       | The Family Jewels                                         |
| -             |                        |                                                           |
| 2x04          | 7 października 1996    | A Picture is Worth ...                                    |
| -             |                        |                                                           |
| 2x05          | 14 października 1996   | My Fair Ladies                                            |
| -             |                        |                                                           |
| 2x06          | 21 października 1996   | Vengeance is Mine                                         |
| -             |                        |                                                           |
| 2x07          | 28 października 1996   | It's a Mad, Mad, Mad, Mad Boat                            |
| -             |                        |                                                           |
| 2x08          | 4 listopada 1996       | Burn, Baby, Burn                                          |
| -             |                        |                                                           |
| 2x09          | 11 listopada 1996      | Diary of a Mad Rich Wife                                  |
| -             |                        |                                                           |
| 2x10          | 18 listopada 1996      | Good Golly, Aunt Lottie                                   |
| -             |                        |                                                           |
| 2x11          | 25 listopada 1996      | The Battle of Midway                                      |
| -             |                        |                                                           |
| 2x12          | 2 grudnia 1996         | Never Too Late                                            |
| -             |                        |                                                           |
| 2x13          | 9 grudnia 1996         | True Love Never Dies                                      |
| -             |                        |                                                           |
| 2x14          | 16 grudnia 1996        | Get Me to the Church on Time                              |
| -             |                        |                                                           |
| 2x15          | 6 stycznia 1997        | Dressed to Shill                                          |
| -             |                        |                                                           |
| 2x16          | 13 stycznia 1997       | Every Picture Tells a Story                               |
| -             |                        |                                                           |
| 2x17          | 20 stycznia 1997       | The Morning After                                         |
| -             |                        |                                                           |
| 2x18          | 3 lutego 1997          | The Gal to Marry Dear Old Dad                             |
| -             |                        |                                                           |
| 2x19          | 10 lutego 1997         | Code Blue                                                 |
| -             |                        |                                                           |
| 2x20          | 17 lutego 1997         | Where There's a Will                                      |
| -             |                        |                                                           |
| 2x21          | 24 lutego 1997         | Oh No, Mr. Bill                                           |
| -             |                        |                                                           |
| 2x22          | 24 lutego 1997         | I Don't                                                   |
| -             |                        |                                                           |